# GKS Gedania Gdańsk

Historyczny emblemat klubu

Gedania Gdańsk – historyczny, polski wielosekcyjny klub sportowy założony w Wolnym Mieście Gdańsku w 1922 roku. Obecnie w miejsce dawnego klubu funkcjonują niezależne od siebie kluby: siatkówki, piłki nożnej i wioślarstwa.

## Historia
Początkowo działała sekcja piłkarska, od 1931 także lekkoatletyczna, kolarska, motorowa, hokejowa i bokserska. W 1939 klub został zmuszony przez władze WM Gdańsk do zawieszenia działalności. Po zajęciu Gdańska przez Niemcy hitlerowskie rozstrzelani zostali prezes Gedanii Kopacki i wiceprezesi Zdrojewski i Dybowski, a większość zawodników klubu trafiła do obozów koncentracyjnych. II wojny światowej nie przeżyło 75 członków klubu.
W roku 1945 klub został reaktywowany.
We wrześniu 1946 roku „Gedania” połączyła się z działającym przy Dyrekcji Okręgowej Kolei Państwowych Kolejowym Klubem Sportowym „Bałtyk”, założonym m.in. przez byłych gedanistów – klub stał się Kolejowym Klubem Sportowym (KKS). Przybyło także kilka nowych sekcji – siatkówki mężczyzn, koszykówki mężczyzn i tenisa stołowego.

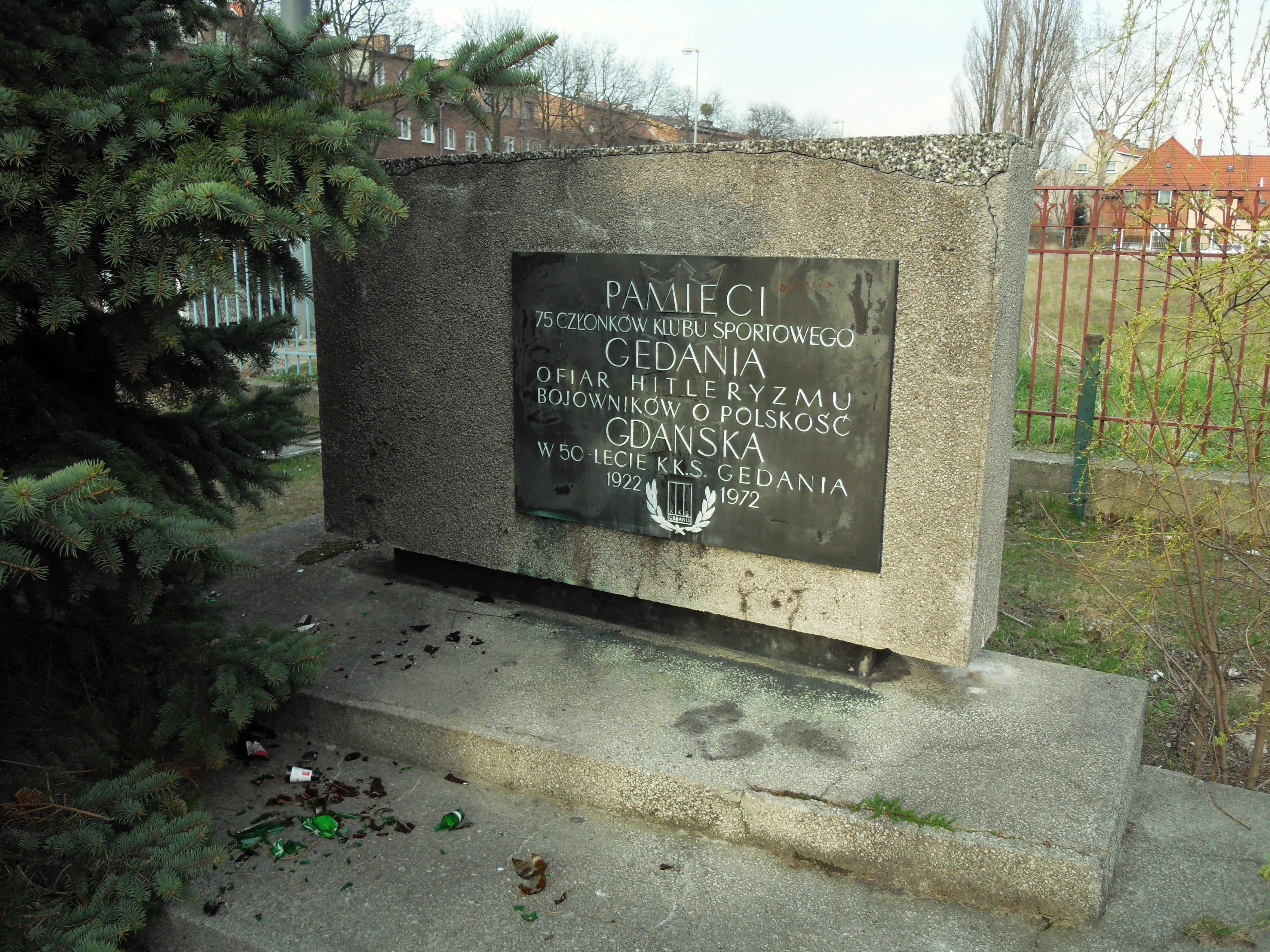
Pomnik na historycznym terenie klubu, upamiętniający zmarłych 75 członków klubu. Tablica zdemontowana 2012/2013

Zawodnicy klubu występowali z sukcesami w Igrzyskach Olimpijskich:
- Zygmunt Chychła – złoty medal w boksie (Helsinki 1952)
- Brunon Bendig – brązowy medal w boksie (Rzym 1960)
- Jadwiga Marko – brązowy medal w piłce siatkowej (Tokio 1964)
- Jadwiga Marko-Książek – brązowy medal w piłce siatkowej (Meksyk 1968)
- Małgorzata Dłużewska – srebrny medal w wioślarstwie (Moskwa 1980)
- Czesława Kościańska – srebrny medal w wioślarstwie (Moskwa 1980)

Na początku sezonu 1987/88 Gedania połączyła się z klubem MOSiR Gdańsk. W 2003 roku klub połączył się z Flotyllą Gdańsk. Równocześnie jednak rozpoczął się rozpad klubu, a działalność firmowana nazwą Gedania ograniczona została do trzech dyscyplin sportu.

## Klub wioślarski
- Pełna nazwa: Gdańskie Towarzystwo Wioślarskie „Gedania” Gdańsk
- Data rejestracji: 7 czerwca 2004
- Barwy: czerwono-biało-niebieskie
- Prezes zarządu: Rafał Łukajtis
- Siedziba: ul. Siennicka 7, Gdańsk-Przeróbka
- Strona www: http://www.gtwgedania.prv.pl/

Po długoletniej świetności klubu nadeszły lata, które sekcja KKS Gedania przetrwała tylko dzięki kilku osobom, którym zależało na istnieniu i funkcjonowaniu klubu. W 2003 roku, z powodu ogromnych kłopotów finansowych, powstała organizacja pożytku publicznego Gdańskie Towarzystwo Wioślarskie „Gedania”.
W chwili obecnej sekcja została odbudowana i powoli wraca do swojej świetności, lecz ogromne braki finansowe powodują to, iż brakuje wszystkiego, głównie sprzętu dla zawodników. Ten który jest, praktycznie nie nadaje się już do użytku. Zawodnicy stoją więc przed nie lada wyczynem, gdyż często zmuszeni są startować na łodziach i wiosłach, których używali jeszcze ich trenerzy. W chwili obecnej, rok po roku, uzupełniane są braki sprzętowe, które wyrównują szanse zawodników. Od wielu lat „Gedania” osiąga wiele sukcesów na arenie ogólnopolskiej i międzynarodowej. Klub nie ma jednak sponsora, co spowodowane jest głównie faktem, iż wioślarstwo jest mało popularnym sportem. Jako OPP stara się pozyskać 1,5% podatku. W chwili obecnej sekcja prowadzi szkolenie zawodników wszystkich grup wiekowych: młodzika, juniora młodszego, juniora, młodzieżowca i seniora, zarówno wśród kobiet, jak i mężczyzn. Więcej informacji o samym klubie, jak i jego funkcjonowaniu na oficjalnej stronie klubu, podanej powyżej.

## Klub piłkarski

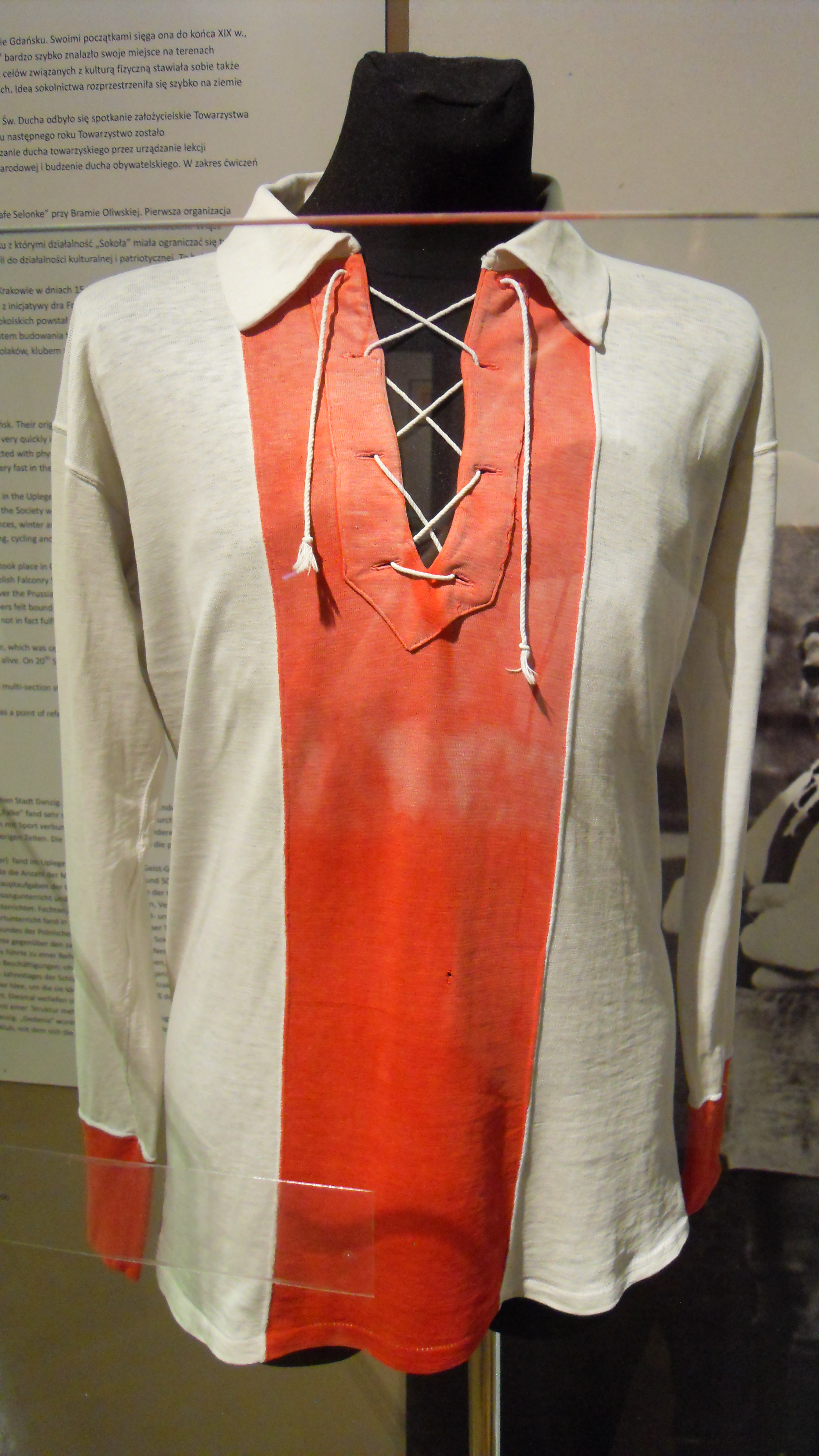
Przedwojenna koszulka Gedanii Franciszka Jankowskiego

Osobny klub piłkarski utworzono na bazie sekcji piłkarskiej KKS Gedania w 2006 roku.
- Pełna nazwa: Gdański Klub Sportowy „Gedania 1922”
- Data rejestracji: 11 września 2006
- Barwy: biało-czerwono-niebieskie
- Prezes zarządu: Władysław Barwiński
- Stadion: Al. Hallera 201, Gdańsk
- Strona www: http://www.gedania1922.pl/
- Drużyny:
  - Seniorzy – IV liga[4]
  - Juniorzy

## Klub siatkarski
- Pełna nazwa: „Gedania” Spółka Akcyjna
- Data powstania spółki akcyjnej: 31 marca 2006
- Barwy: pomarańczowo-biało-zielone
- Prezes zarządu: Zdzisław Stankiewicz
- Adres: ul. Kościuszki 49, 80-445 Gdańsk; klub jest właścicielem Stadionu przy ul. Kościuszki.
- Strona www: http://energa-gedania.pl/
- Drużyny:
  - Seniorki Energa Gedania Gdańsk – kobieca drużyna siatkarska uczestnicząca w przeszłości w rozgrywkach PlusLigi Kobiet.
  - Seniorki Energa Gedania II Gdańsk – kobieca drużyna siatkarska uczestnicząca w przeszłości w rozgrywkach II ligi.
  - Juniorki
  - Kadetki
  - Młodziczki